# Een bruiloftsdag
Een bruiloftsdag is een hoorspel van Paolo Levi. Via senza uscita werd op 22 juli 1967 onder de titel Sackgasse door de Westdeutscher Rundfunk uitgezonden. Luc Indestege vertaalde het en de BRT zond het uit op zondag 15 maart 1970. De regisseur was Herman Niels. De uitzending duurde 39 minuten.

## Rolbezetting
- Gerard Vermeersch (Renato)
- Marc Leemans (Luigi)
- Rita Lommée (Martha)
- Dora van der Groen (Angela)
- Marcel Hendrickx (Dino)
- Jo Crab (Olga)
- Jos Simons (de politiecommissaris)
- Jef Burm, Marga Neirynck, François Bernard & Jan Peré (verdere medewerkenden)

## Inhoud
Uitgerekend op de bruiloftsdag van zijn zoon vindt Renato een verfrommeld telegram in de nalatenschap van zijn twee jaar geleden dodelijk verongelukte vrouw. Het onthult hem plotseling en onweerlegbaar, dat ze zelfmoord pleegde. Nu wil Renato de waarheid weten: wie heeft Lola, die hij gelukkig waande, de dood in gedreven?